# Arcuator
Arcuator is een vliegengeslacht uit de familie van de halmvliegen (Chloropidae).

## Soorten
- A. sexstriatus (Becker, 1912)
- A. stigmaticus (Lamb, 1912)